# Sardasht (shahrestan)
Sardasht (persiska: شهرستان سردشت, Shahrestān-e Sardasht, سردشت) är en delprovins (shahrestan) i Iran.   Den ligger i provinsen Västazarbaijan, i den nordvästra delen av landet, 500 km väster om huvudstaden Teheran.
Delprovinsen hade 118 849 invånare 2016.